# Webb Seymour, X duca di Somerset
Webb Seymour (Easton, 3 dicembre 1718 – Maiden Bradley, 15 dicembre 1793) è stato un nobile britannico.

## Biografia
Webb Seymour era figlio di Sir Edward Seymour, VIII duca di Somerset e di sua moglie, Mary Webb. Venne battezzato il 4 dicembre 1718 a Easton, venendogli posto per nome il cognome di sua madre.
Nel 1792 Webb ereditò il ducato alla morte, celibe e senza figli, del fratello Edward. Mantenne il titolo per quasi due anni morendo il 15 dicembre 1793 a Maiden Bradley. FU chiamato a succedergli il figlio Edward.

## Matrimonio e figli
A Londra l'11 dicembre 1769 sposò Mary Anne Bonnell, figlia di John Bonnell, di Stanton Harcourt, nell'Oxfordshire.
Dall'unione nacquero quattro figli:
- Edward Seymour (22 aprile 1771–4 febbraio 1774), morto infante;
- Webb Seymour (Monkton Farleigh, 11 maggio 1772–4 febbraio 1774), morto infante;
- Edward Seymour, XI duca di Somerset (1775 – 1855);
- Lord Webb John Seymour (7 febbraio 1777 – 15 aprile 1819), membro della Royal Society, celibe e senza discendenza.